# Sokkos kezelés
A Sokkos kezelés 1973-ban készült színes, francia–olasz bűnügyi filmdráma. Eredeti címe: Traitement de choc / L’uomo che uccideva a sangue freddo. Alain Jessua alkotása témáját tekintve évekkel megelőzte Robin Cook Kóma című regényét, illetve az abból Michael Crichton rendezésében készült filmet. A Sokkos kezelés azonban nem egy szimpla bűnügyi történet, sokkal inkább a társadalombírálat dominál benne. Valószínűleg ennek köszönhető, hogy a maga idejében nem volt igazán sikeres. A film leghíresebb jelenete egy tengerparti csoportos fürdőzés, melyben a két főszereplő, Annie Girardot és Alain Delon is szemből, teljesen meztelenül látható. (Alternatív magyar filmcím: Speciális kezelés.)
Magyarországon be sem mutatták a mozik, csak évekkel később láthatta a hazai közönség előbb videókazettán, később a Duna Tv műsorán.

## A cselekmény
|  | Alább a cselekmény részletei következnek! |

Hélène Masson, a harmincas évei végén járó párizsi üzletasszony fiatalító kúrára jelentkezik dr. Devilers festői környezetben lévő, tengerparthoz közeli klinikáján. Este, vacsora közben barátjával, Jérôme-mal beszélget, aki szintén a klinika páciense. A férfi a kúra előnyeit és dr. Devilers vonzerejét ecseteli. Másnap, a kezelőből kilépve azonban szótlanul és gépiesen megy el a várakozó Hélène mellett, mintha meg sem ismerné a nőt. Az asszonyt dr. Bernard fogadja, ő kezdi meg a kivizsgálását. Vízkúrát rendel Hélène számára, ezt követi majd a tényleges kezelés. A klinika személyzetének egy része külföldi bevándorlókból áll. Egyikőjükkel, egy João nevű fiatalemberrel Hélène néhány szót vált. Később az asszony újra találkozik Jérôme-mal. Szóba kerül a férfi anyagi helyzete. Jérôme arra kéri Hélène-t, hogy ne cáfolja meg a gazdagságáról szóló híreket. Az esti vacsoránál a klinika többi páciense azonban kétértelmű megjegyzéseket tesz Jérôme anyagi helyzetére, mire a férfi távozik az étkezőből. Másnap Jérôme és Hélène kibicikliznek a tengerpartra. A férfi bevallja, hogy anyagi nehézségei vannak.
Hélène épp a szobájában fekszik, mikor levelet hoznak neki Jérôme-tól. Végig se tudja olvasni, mert szobájában megszólal a beépített hangszóró, melyen keresztül dr. Devilers-hez hívják. A fiatal, jóképű orvos megkéri az asszonyt, hogy mondja el, miért szeretne részt venni a kezelésen. Hiszen egyáltalán nem öreg, inkább csak fáradt. Miután Hélène elmondja az indokait, a doktor megkéri, írjon alá egy nyilatkozatot, hogy beleegyezik a kezelésbe. Egy tikkasztó napon a klinika páciensei épp az úszómedence partján heverésznek, mikor az egyik alkalmazott beleszédül a vízbe. Van, aki szerint az illető egyszerűen berúgott, mások szerint inkább a klímát nem bírja. Beszélgetés közben Hélène egyre rokonszenvesebbnek találja Gustave-ot, azt a férfit, aki vele egy napon jelentkezett a klinikára. Este megkezdődik Hélène kezelése. Dr. Bernard és dr. Devilers egy laboratóriumnak tűnő helyiségben egy ágyra fektetik, és injekciót adnak be neki. Az asszony másnap a szobájában tér magához. Csatlakozik a többi pácienshez, és velük együtt szaunázni megy. A forró gőzben vidám játszadozás kezdődik, végül a társaság teljesen meztelenül kiszalad a közeli tengerhez, hogy elmerüljön a hűs habokban. Feltűnik dr. Devilers is, aki csatlakozik hozzájuk. Úszkálás után közösen mennek ebédelni a kikötő egyik vendéglőjébe. Hélène felfigyel egy kisebb vitára a női alkalmazott és egy férfi között.

Hélène és Jérôme (Annie Girardot és Robert Hirsch)

Ezalatt a klinikán Jérôme-ot távozásra szólítják fel, mert kiderül, hogy nincs pénze. Hélène természetesen felajánlja a segítségét, ám a férfi bevallja, hogy nem pillanatnyi pénzzavarban szenved, hanem teljesen tönkrement. Az asszony azzal vigasztalja, hogy a megértő dr. Devilers nyilván cselekedni fog Jérôme érdekében, a férfi viszont azt mondja, a doktort csak a pénz érdekli. Figyelmezteti Hélène-t, hogy legyen óvatos a kezeléssel, mert úgy rá lehet szokni, mint a drogra. Reggelre a férfi eltűnik Hélène szobájából. Az asszony a portán érdeklődik utána, de mielőtt választ kaphatna, megjelenik az egyik női vendég, aki a tengerpartra viszi. A sziklafal alján, félig a vízben Jérôme holtteste hever. Valószínűleg öngyilkos lett. Hélène-t a látvány rendkívül felkavarja, és az előzmények ismeretében úgy dönt, nem marad a klinikán. Távozni szeretne, nagy meglepetésére azonban nem engedik el dr. Devilers engedélye nélkül. Az orvos azt mondja, hogy Jérôme halála túl nagy sokk volt Hélène számára, és ezt a megrázkódtatást orvosi felügyelet mellett kell kihevernie. Emlékezteti az aláírt nyilatkozatra is, mely szerint Hélène önként aláveti magát a kezelésnek. Az asszony ennek ellenére távozni szeretne. Míg a kocsijánál matat, odamegy hozzá João, és arra kéri, hogy vigye magával. A férfi azt mondja, nem érzi jól magát a klinikán. Későbbre beszélnek meg találkozót. Hélène visszamegy a kikötői vendéglőbe, és beszél a két tulajdonossal. Mindketten kedvezőtlenül nyilatkoznak dr. Devilers-ről.
Hélène szobájában még aznap megjelenik João, de szólni sem tud, csak összeesik. Pillanatokon belül ketten jönnek érte, és elviszik. Hélène-nek nem mondják meg, hogy hová, sőt félrelökik az útból. A felzaklatott asszony dr. Devilers irodájába rohan. Jelenetet rendez, mire az orvos felpofozza. Megjelenik dr. Barnard is, és kollégájával közösen a kezelőbe vonszolják Hélène-t. Injekciót adnak neki. Az asszony kérdésére, hogy megölik-e, dr. Devilers „igen”-nel felel. Mire Hélène magához tér, újra a szobájában van. Dr. Devilers ül az ágyánál. A nő ismét João után érdeklődik. A doktor azt mondja, a fiatalember nem bírta az itteni klímát, ezért inkább hazaküldték. A helyére egy másik fiú jött, Manuel. Hélène délután sétálni megy. Egy félreeső épületnél gyanús mozgásra figyel fel. Beoson az épületbe, ami tulajdonképpen egy laboratórium. Meglesi dr. Bernard-t és dr. Devilers-t, akik mintha éppen boncolnának. Épp távozna, amikor Gustave rátalál. Beszélgetni kezdenek arról, hogy milyen furcsa a klinika, és mennyire nem tudnak semmi konkrétumot a kezelés részleteiről.
A társaság hajókirándulásra megy. Utazás közben az asszony megkísérli átkutatni a kapitány kabinját, mivel a férfi dr. Devilers egyik gyanús üzleti partnere. Nem talál semmit, ugyanis túl hamar megzavarják. A kirándulás végén Devilers és Hélène a megszokott kikötői vendéglőbe mennek. Itt az orvos azt mondja a nőnek, hogy elmehet a klinikáról, ha akar: ő még szabadon dönthet, a többiek már nem. Hélène marad, sőt lefekszik a doktorral. Az ágyban már azon viccelődik, hogy vajon a terápia része-e, hogy Devilers lefekszik a női páciensekkel. A férfit telefonon keresik, és ő megígéri a hívónak, hogy egy perc múlva nála lesz. Míg telefonál, Hélène a könyvespolcot nézegeti. Az egyik könyvben rajzos illusztrációt talál egy emberáldozatról. Másnap a medencénél újabb alkalmazotton mutatkoznak a rosszullét jelei. Hélène megjegyzi, hogy ez milyen szokatlan, és mennyire gyanús az is, hogy milyen sűrűn cserélődik a személyzet. A többiek egyetértés helyett inkább szemrehányást tesznek neki, hogy folyton gyanakszik, pedig kitűnően kezelik.
Később Hélène találkozik Manuellel. Ő is szeretne elmenni, nem érzi jól magát, de még nem kapta meg a bérét. Az asszony megígéri, hogy ő majd kifizeti. Estére találkozót beszélnek meg, amelyen azonban Manuel nem jelenik meg. Hélène a szállásukhoz oson, és az ablakon át látja, hogy a fiatalember oldalra dőlve ül egy széken. Besurran a szobájába, szólongatja a fiút, de az lefordul a székről. Hélène elrejtőzik, hogy megnézze, mi fog történni. Hamarosan megjelenik két fehér köpenyes férfi. Az egyik azt mondja, Manuelnek már csak 3-4 órája van hátra. Injekciót szúrnak bele. Másnap Hélène egyik betegtársával osztja meg az élményeit, de az is csak arra figyelmezteti, hogy a nő nem akar beilleszkedni a közösségbe. Megjelenik Devilers, és egy rövid repülésre invitálja Hélène-t a magángépén. Utazás közben sajátos életfilozófiájáról beszél. Újra az ágyban kötnek ki. Amikor Devilers elalszik, Hélène elcseni tőle a kulcsát, hogy beletekintsen a betegek kartotékaiba. A sajátját is megnézi. A papírján két nevet talál: João és Manuel. A következő napon el akar menni a klinikáról, a kocsijából azonban hiányzik az akkumulátor. A szobájából telefonálni szeretne, de vonalhibára hivatkozva nem kapcsolják neki a kért számot. Gustave-hoz siet, az autóját szeretné kölcsön kérni tőle. A férfi megtagadja a kérést. Mikor megjelenik egy ápoló, hogy injekciót adjon Hélène-nek, a nő fellöki őt, és elfut. Kerékpáron próbál menekülni, de mindenhol az útját állják. Az alkalmazottak, sőt a betegek is. Gustave sem kivétel, bár ő végül utat enged neki. Egy autó azonban az árokba szorítja Hélène biciklijét, mire a nő gyalog menekül tovább. A sziklás tengerparton egy férfi rátámad. Dulakodás közben azonban a támadó megcsúszik, és a lezuhan. Nem hal meg, de nem tud mozdulni.
Hélène-re közben már kutyákat szabadítottak az üldözői. A nő végül a laboratórium épületébe menekül. Egy másik ajtón Devilers is a helyiségbe lép. Kíméletlenül feltárja az asszony előtt a valóságot: a kúra része a vérátömlesztés, mindehhez pedig a fiatal személyzet folyton eltűnő tagjai jelentik a „nyersanyag”-ot. Megmutatja Manuel maradványait egy kamrába fellógatva, és azt állítja, a laboratórium furcsán bugyogó hengereiben és centrifugáiban most éppen a férfi testét dolgozzák fel. Hélène és Devilers dulakodni kezdenek. A nőnek végül sikerül megkaparintania egy szikét, amit a doktorba döf. Nem engedi, hogy az agonizáló férfi kihúzza magából, hanem szinte önkívületi állapotban nyomja minél mélyebbre a gyilkos eszközt az áldozatába. Aztán a telefonon a rendőrséget hívja, hiszen ebből a helyiségből van közvetlen vonal is. A kiérkező rendőrfelügyelő nem hisz neki. Elmondja, hogy a többi páciens nem erősítette meg Hélène vallomását, és nem találtak semmit, ami az asszony szavait alátámasztaná. Hélène-t gyilkosságért letartóztatják. A rendőrautóban ülve látja, amint újabb bevándorlókkal teli autó közeledik a klinika felé. Közben a felügyelő arról beszél, hogy ő maga is kapott már kezelést az intézetben, és reméli, dr. Bernard méltó utódja lesz a néhai dr. Devilers-nek…

## Érdekességek
- A Devilers-klinika a francia elit társadalmat (átvitt értelemben a fejlett nyugati társadalmat) szimbolizálja, amely saját érdekében kihasználja és kiszipolyozza a harmadik világot, miközben képviselői – pozícióik megőrzése érdekében – szoros szövetséget alkotnak egymással. A Speciális kezelés olyan amerikai „paranoia-filmek”-kel mutat hasonlóságot, mint Mark Robson A hetedik áldozat (1943), Don Siegel A testrablók támadása (1956) és John Frankenheimer Hét nap májusban (1964) című alkotásai. Pesszimista befejezése Alan J. Pakula A Parallax-terv (1973) és Roman Polański Kínai negyed (1974) című munkáival állítja rokonságba.
- Alain Jessua olyan rendezők asszisztenseként kezdte a pályáját, mint Max Ophüls, Yves Allégret és Marcel Carné. Az 1960-as években mutatkozott be önálló alkotóként. Játék a gyilkossággal (1967) című alkotását igen kedvezően fogadták. Ennek ellenére viszonylag ritkán forgatott, és soha nem volt igazán kiugró sikere. 1977-ben készült Armaguedon című filmjének szintén Alain Delon volt a főszereplője.
- Alain Delon és Annie Girardot korábban együtt játszottak Luchino Visconti Rocco és fivérei (1960) című klasszikus alkotásában, amely mindkettőjük pályáján jelentős állomás volt.

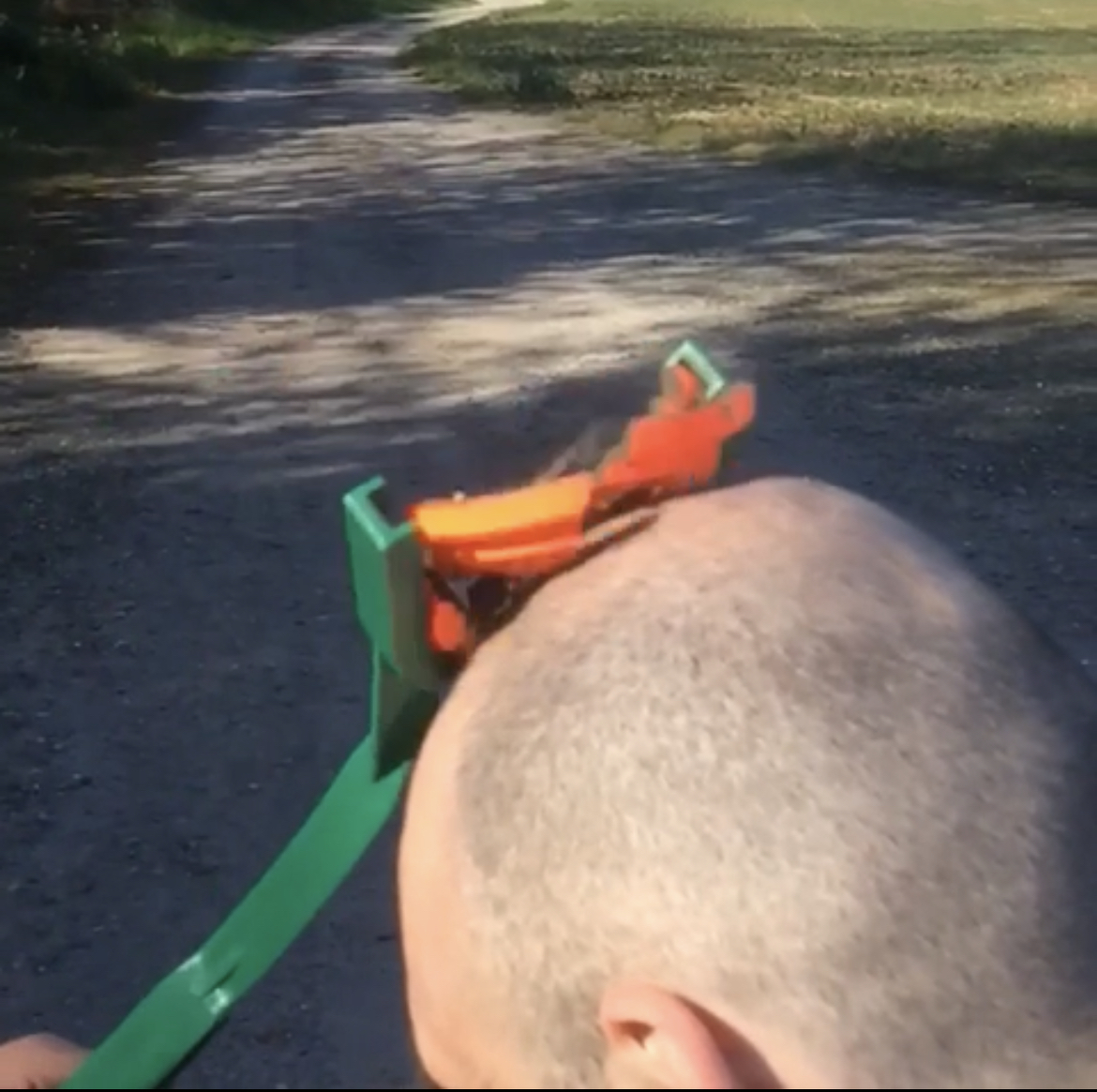
A meztelen doktor (középen: Alain Delon)

- Angliában a filmet Doctor in the Nude (A meztelen doktor) címmel forgalmazták, amellyel a híres fürdőzési jelenetre utaltak. Ennek egyik képkockáját, melyen Alain Delon látható meztelenül, amint a tenger felé szalad, több országban felhasználták a produkció reklámozására: Belgiumban például a filmplakátra is rátették. Az internet korában pornóoldalakon tűntek fel a Speciális kezelésből származó képkockák: Alain Delon számos weboldal tulajdonosa ellen kezdeményezett jogi lépéseket meztelen képeinek engedély nélküli publikálása miatt. A színész e filmen kívül egyébként csupán egy alkalommal volt még hajlandó szemből és meztelenül mutatkozni a kamerák előtt. Valószínűleg véletlen, de a másik film címe a Speciális kezelés eredeti címére  – a Traitement de choc szó szerinti magyar jelentése: Sokkterápia – utal: A sokk (Le choc, 1982).

## Szereposztás
| Szerep               | Színész             | Magyar hangja (1. szinkron) | Magyar hangja (2. szinkron, 2010 |
| -------------------- | ------------------- | --------------------------- | -------------------------------- |
| Dr. Devilers         | Alain Delon         | Rátóti Zoltán               | Epres Attila                     |
| Hélène Masson        | Annie Girardot      | Andresz Kati                | Kovács Nóra                      |
| Gérôme Savignat      | Robert Hirsch       | Cs. Németh Lajos            | Sörös Sándor                     |
| Dr. Bernard          | Michel Duchaussoy   | ?                           | Juhász György                    |
| René Gassin          | Jean-François Calvé | ?                           | Gergely Róbert                   |
| De Boissière ügyész  | Gabriel Cattand     | ?                           | Vass Gábor                       |
| De Riberolle ezredes | Robert Party        | ?                           | ?                                |
| Camille Giovanelli   | Jeanne Colletin     | ?                           | Németh Kriszta                   |
| Marcel Lussac        | Jean Roquel         | ?                           | ?                                |
| Paul Giovanelli      | Roger Muni          | ?                           | ?                                |
| Manoel               | Jurandir Craveiro   | ?                           | Joó Gábor                        |
| João                 | João Pareira Lopez  | ?                           | Szabó Máté                       |
| Rendőrfelügyelő      | Jean Leuvrais       | ?                           | Papucsek Vilmos                  |
| Étterem-tulajdonos   | Guy Saint-Jean      | ?                           | Katona Zoltán                    |